# El Cabo (Santa Cruz de Tenerife)
El Cabo es un barrio de la ciudad de Santa Cruz de Tenerife (Canarias, España), que se encuadra administrativamente dentro del distrito de Salud-La Salle.
Antiguo barrio de pescadores, se ha transformado en las últimas décadas del siglo xx, junto al barrio de Los Llanos, en zona de expansión de la ciudad. 
Parte del barrio se encuentra incluido en el Bien de Interés Cultural denominado Antiguo Santa Cruz bajo la categoría de Conjunto Histórico. Asimismo, también posee la categoría de Bien de Interés Cultural la ermita de San Telmo.

## Características
Situado junto a la costa, a apenas 600 metros del centro de la ciudad, el barrio forma un pentágono irregular, cuyos límites son al norte, el cauce del barranco de Santos desde el puente del General Serrador hasta su desembocadura; al este parte de la Dársena de Los Llanos del puerto capitalino; al sur la glorieta de inicio de la avenida del Tres de Mayo; y al oeste la avenida de José Manuel Guimerá.
Posee varias plazas públicas —Plza. de San Telmo, plza. del General Gutiérrez Mellado y plza. de Europa—, una ermita dedicada a San Telmo, el instituto IES Alcalde Bernabé Rodríguez, así como varias entidades bancarias y comercios concentrados en la avenida de Bravo Murillo. En el barrio se ubican también la Delegación de Hacienda, la sede de la Presidencia del Gobierno de Canarias, y los museos de la Naturaleza y el Hombre y el TEA - Tenerife Espacio de las Artes, donde se encuentra también la biblioteca municipal.

## Historia

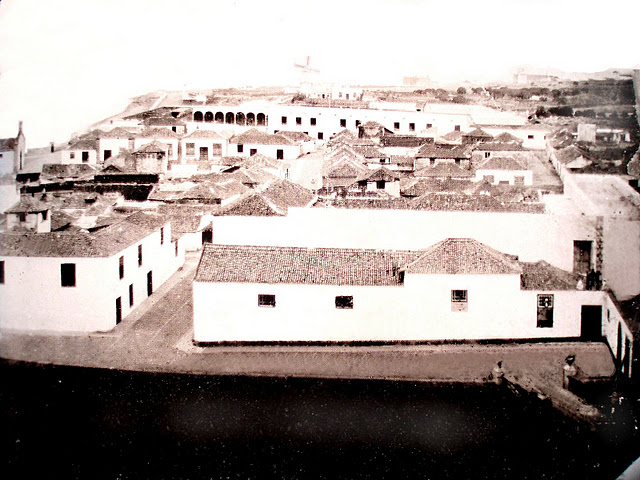
El Cabo en 1869. Foto tomada desde la Iglesia de la Concepción.

El barrio de El Cabo es uno de los más antiguos de la ciudad, ya que en él estuvo el primer asentamiento de los conquistadores castellanos a finales del siglo xv. El núcleo aparece ya en 1588 en un plano de la ciudad realizado por Leonardo Torriani, constituido por apenas una veintena de casas dispersas. Habitado fundamentalmente por pescadores y gentes vinculadas al comercio, estaba separado del resto de la ciudad por el barranco de Santos, cruzado por un único puente situado a la altura de la iglesia de la Concepción. Esta dificultad de comunicación con el resto de la ciudad paralizó el desarrollo del barrio durante mucho tiempo. El puente de Galcerán, construido en 1928, facilitó la comunicación de los barrios costeros de El Cabo y Los Llanos con el resto de la ciudad y propició el crecimiento de esta zona.
En este barrio, al igual que en los de El Toscal, Duggi y Los Llanos, abundaban antiguamente las ciudadelas, viviendas comunitarias con un gran patio central rodeado de habitaciones, donde en cada una de ellas vivía una familia, compartiendo con el resto de vecinos la cocina y el retrete.
La ciudadela más grande de Santa Cruz, que fue demolida en la década de 1940 para construir el Mercado de Nuestra Señora de África, estaba en este barrio. Denominada La Portada, en ella vivía en habitaciones casi la cuarta parte de la población de El Cabo.

## Demografía
| Año        | 2005  | 2006 | 2007 | 2008 | 2009 | 2010 |
| ---------- | ----- | ---- | ---- | ---- | ---- | ---- |
| Habitantes | 1.730 | 705  | 713  | 702  | 699  | 701  |

## Fiestas
El barrio de El Cabo celebra fiestas patronales en honor de San Telmo y Nuestra Señora del Buen Viaje en el mes de abril.

## Transporte público
En guagua queda conectado mediante las siguientes líneas de Titsa: 
| Línea | Trayecto                                                                       | Recorrido |
| ----- | ------------------------------------------------------------------------------ | --------- |
| 901   | Intercambiador - B. La Salud - Cuesta Piedra (por vía Bco. de Santos)          | Recorrido |
| 902   | Intercambiador - Plaza Los Patos - Barrio Nuevo                                | Recorrido |
| 906   | Intercambiador - Barrio la Salud (Cuesta Piedra)                               | Recorrido |
| 908   | Intercambiador - Barrio de Ofra - Las Retamas - Intercambiador                 | Recorrido |
| 910   | Intercambiador - San Andrés - Playa de Las Teresitas                           | Recorrido |
| 914   | Intercambiador - Plaza Weyler - C/ El Pilar - Plaza de España - Intercambiador | Recorrido |
| 916   | Intercambiador - María Jiménez - Los Valles                                    | Recorrido |
| 917   | Intercambiador - Valleseco (La Quebrada)                                       | Recorrido |
| 921   | Intercambiador - Avenida Reyes Católicos - Intercambiador                      | Recorrido |
| 934   | Intercambiador - Taco - Santa María del Mar - Añaza - Intercambiador           | Recorrido |
| 945   | Santa Cruz - San Andrés - Igueste de San Andrés                                | Recorrido |
| 946   | Santa Cruz - San Andrés - Taganana - Almáciga                                  | Recorrido |
| 947   | Intercambiador - San Andrés - El Bailadero - Chamorga                          | Recorrido |

## Lugares de interés
- Ermita de San Telmo (BIC)
- Cuartel de San Carlos
- Tenerife Espacio de las Artes
- Museo de la Naturaleza y el Hombre, edificio del antiguo Hospital Civil
- Presidencia del Gobierno de Canarias
- Delegación de Hacienda

## Galería

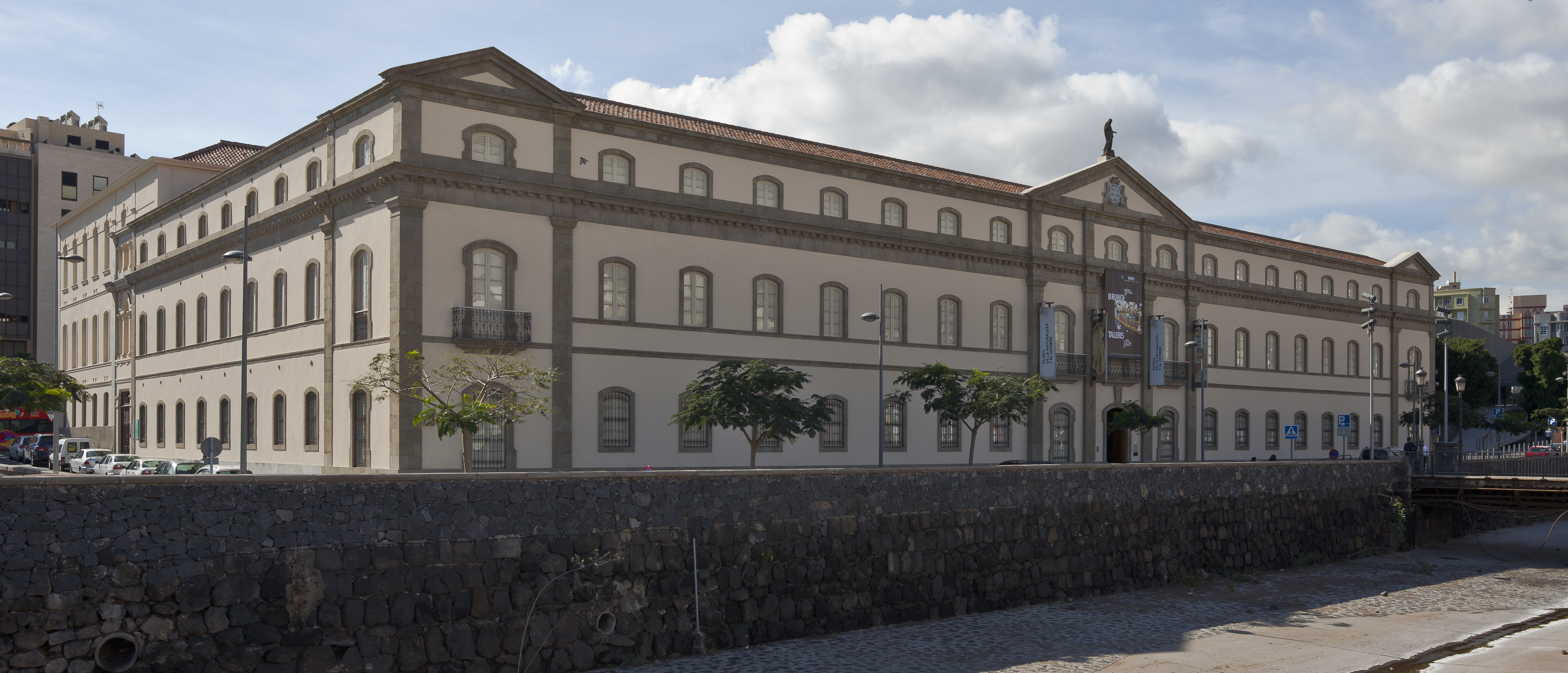
Museo de la Naturaleza y el Hombre.
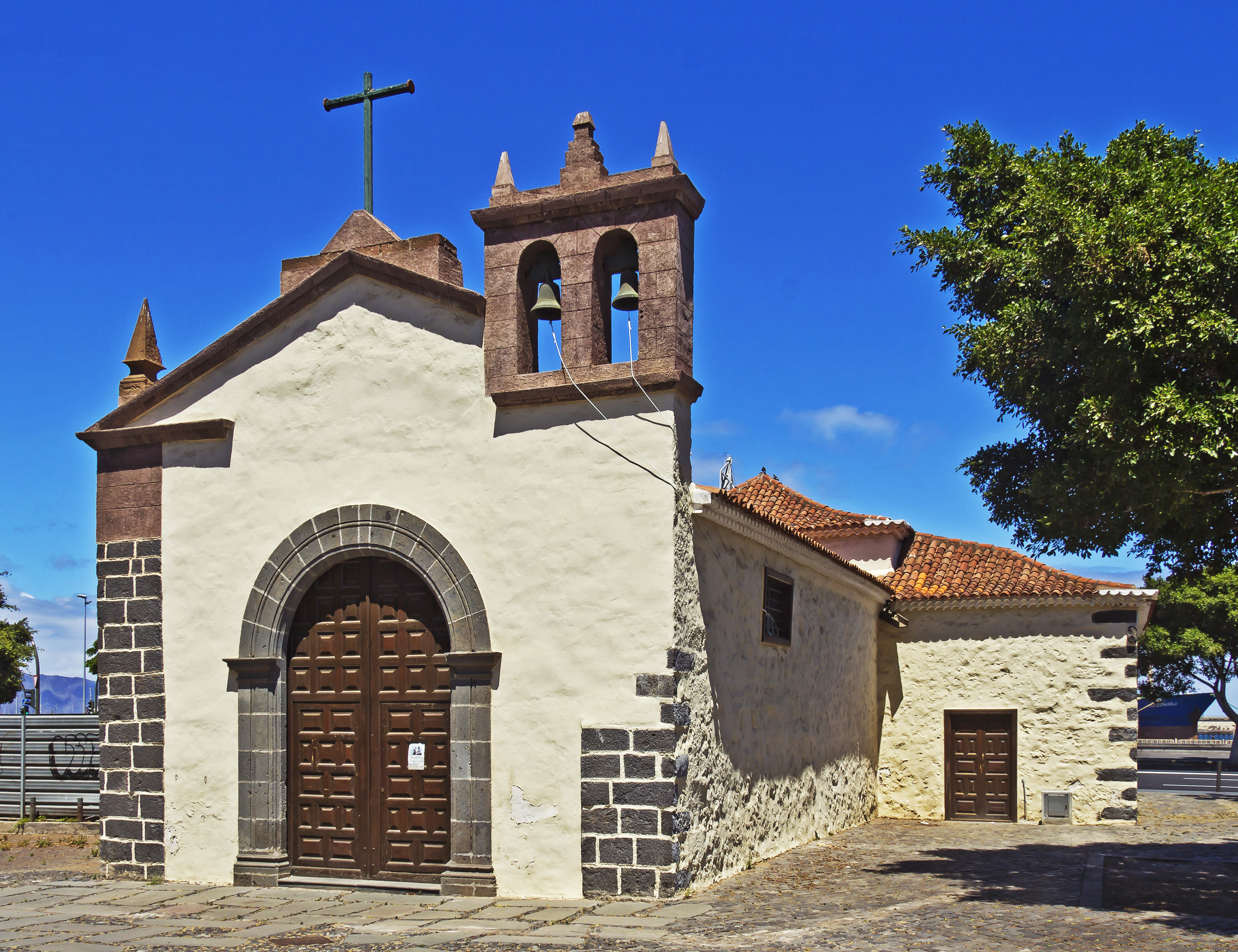
Ermita de San Telmo, siglo xvi.
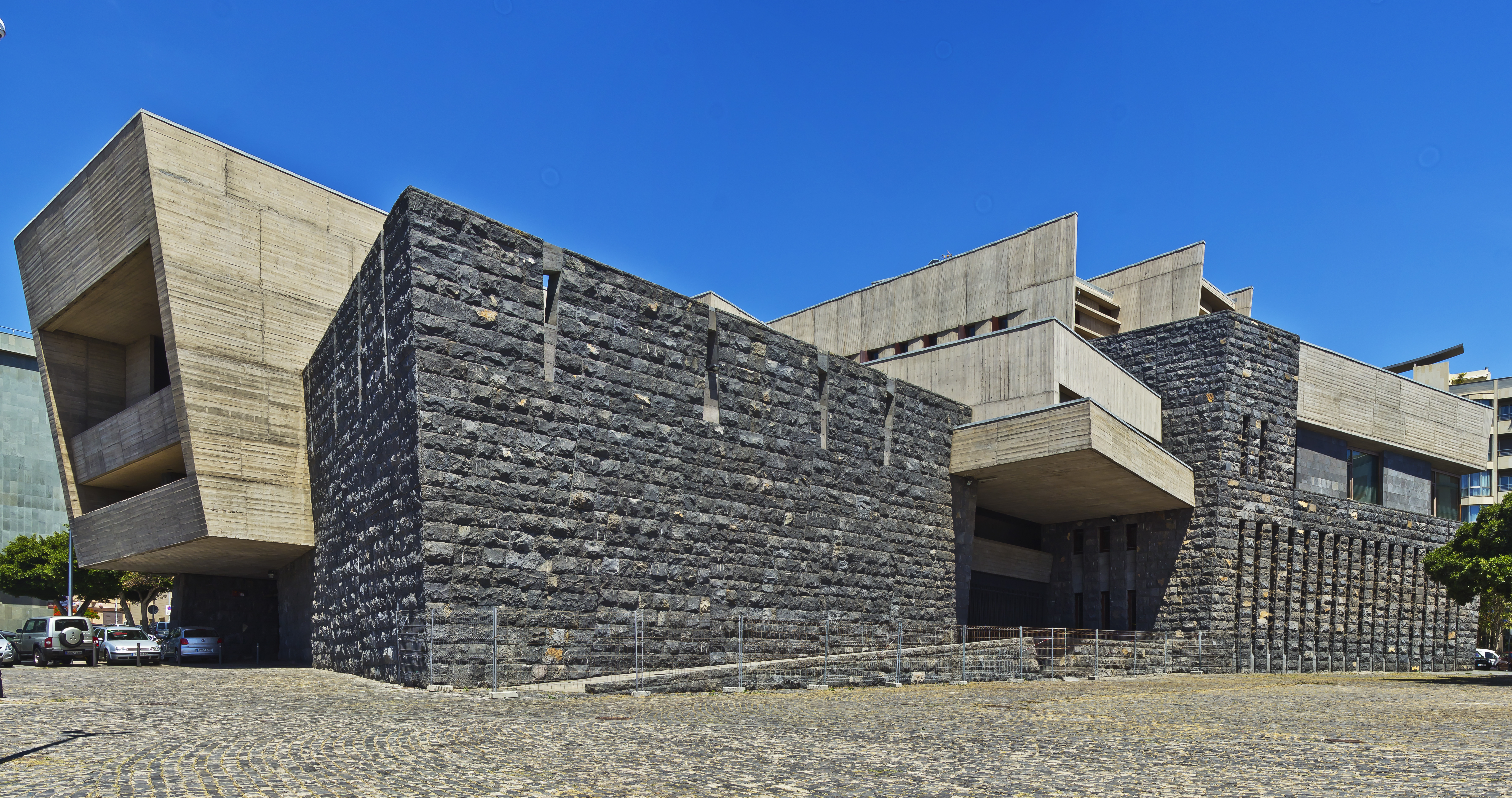
Sede de la Presidencia del Gobierno de Canarias en la provincia de Santa Cruz de Tenerife.